# Grotte Apollo 11
Pour les articles homonymes, voir Apollo 11 (homonymie).
La grotte Apollo 11 est un site préhistorique situé dans les montagnes du Hunsberg, dans la province du ǁKaras, la plus au sud de la Namibie, à environ 250 km au sud-ouest de la ville de Keetmanshoop. Cette grotte et ses alentours proches ont notamment livré des représentations d'art pariétal et d'art rupestre, ainsi que des artéfacts datés sur une période s'étendant du Paléolithique moyen récent au Paléolithique supérieur.

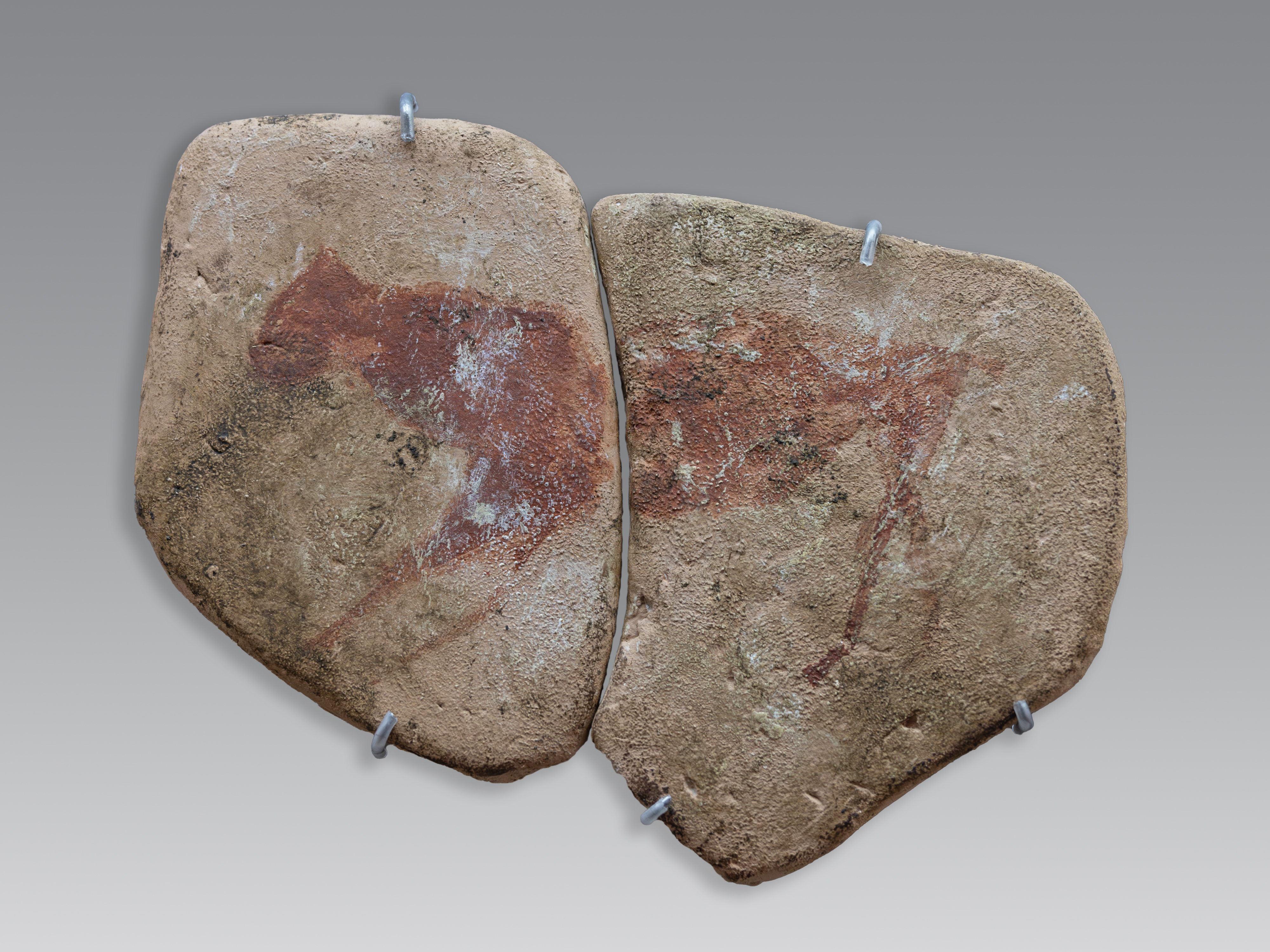
Réplique d'une dalle de pierre peinte d'Apollo 11.

## Historique
Le nom donné à la région environnante, et probablement à la grotte elle-même par le peuple autochtone Nama, est Goachanas. La grotte a reçu son nom moderne de l'archéologue allemand Wolfgang Erich Wendt, qui travaillait dans la grotte quand il apprit le retour réussi de l'équipage d'Apollo 11 sur Terre, le 24 juillet 1969.

## Description
Wolfgang Wendt a identifié 7 couches stratigraphiques dans le dépôt sédimentaire de la grotte, haut de 2,40 m. 57 000 vestiges d'outils lithiques ont été trouvés, ainsi que de nombreux vestiges d'ossements, de bois, et de coquilles d'œufs d'autruche. Certaines de ces coquilles pourraient remonter à la période de la culture de Howiesons Poort, il y a environ 60 000 ans.
Ralf Vogelsang, de l'université de Cologne, a étudié la grotte en 2007. Il estime la durée d'occupation humaine de la grotte à plus de 100 000 ans.

## Art préhistorique
La grotte contenait des pièces d'art mobilier, à l'époque parmi les plus anciennes connues en Afrique australe, associées à des charbons de bois datés par le carbone 14 entre 27 500 et 25 500 ans avant le présent. Au total, sept dalles gris-brun en quartzite portant des figures préhistoriques ont été mises au jour, quatre en 1969 et trois en 1972.
La grotte contient aussi plusieurs peintures pariétales peintes en blanc et rouge. Le sujet des peintures va de simples motifs géométriques à des abeilles.

## Alentours
D'autres représentations artistiques ont également été trouvées à proximité, au bord d'une rivière sous la forme de gravures, ainsi que sur un grand bloc de calcaire à 150 m de la grotte. Les gravures montrent des représentations d'animaux, ainsi que des motifs géométriques simples. Il est difficile de les dater, mais les peintures pourraient remonter à 10 400 ans avant le présent, tandis que les gravures semblent dater du premier millénaire de notre ère. Ces dates ont été établies grâce à des enregistrements stratigraphiques du site faits par Wolfgang Wendt, ainsi qu'à l’aide d'indices provenant d'autres sites proches.
Les découvertes plus récentes comprennent deux morceaux de côtes, l'une avec 26 encoches, l'autre avec 12, datés de 80 000 ans avant le présent.